# Gedächtniskapelle Unterlesach

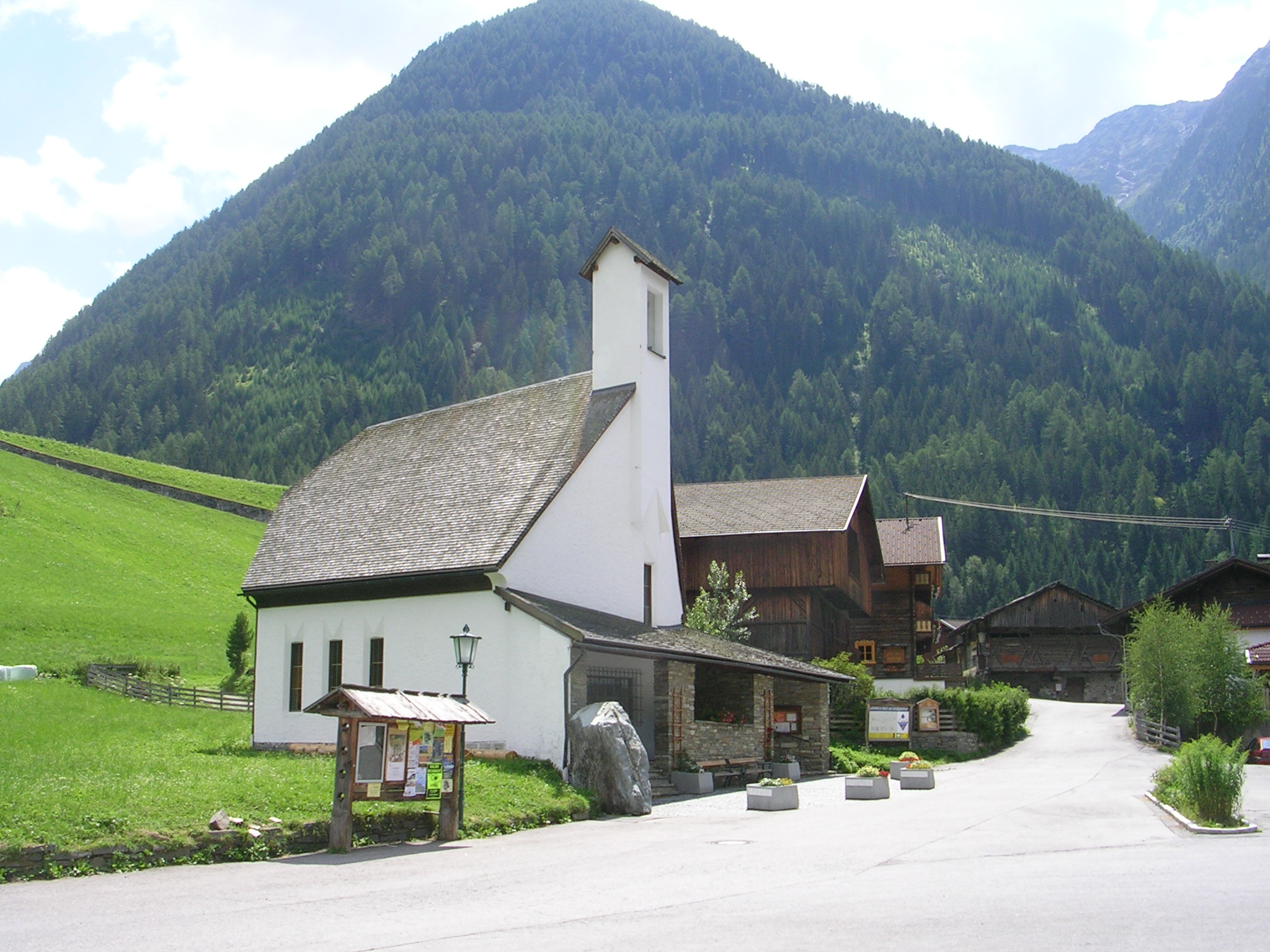
Blick von Westen auf die Gedächtniskapelle

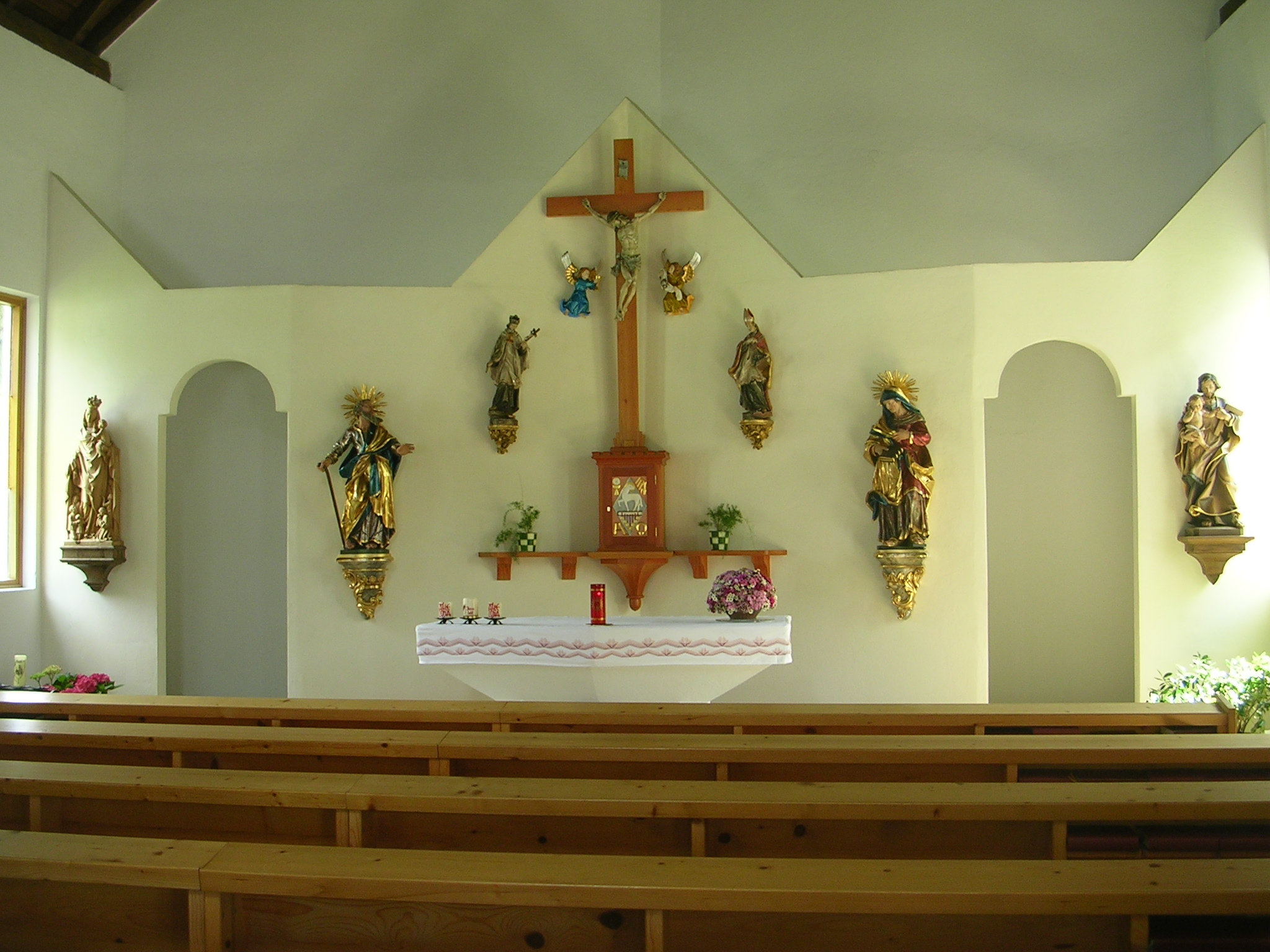
Innenraum der Gedächtniskapelle

Die Gedächtniskapelle Unterlesach ist eine römisch-katholische Kapelle im Ortsteil Lesach der Gemeinde Kals am Großglockner. Die Kapelle ist den heiligen Kilian und Johannes Nepomuk geweiht und wurde 1974 nach Plänen von Architekt Paul Illmer im Zentrum von Unterlesach errichtet. Die Kapelle ist eines der 14 denkmalgeschützten Objekte in Kals am Großglockner (Listeneintrag).

## Geschichte
Die Kapelle wurde als Verlöbniskappel nach dem schweren Hochwasser der Jahre 1965 und 1966 errichtet und 1974 nach Plänen des Architekten Paul Illmer errichtet. 1996 erfolgte eine Umgestaltung des Innenraums.

## Bauwerk
Die Kapelle wurde aus Beton und Hohlblockmauerwerk über einem rechteckigen, zum stumpfwinkeligen Chor hin konisch verlaufenden Grundriss errichtet, wobei die kleine Vorhalle an der Eingangsfassade aus Naturbruchsteinen gefertigt wurde. Die Kapelle wird durch ein steiles Satteldach geschützt, das mittels Eternitschindeln eingedeckt und über dem Chor abgewalmt wurde. Die Vorhalle besitzt hingegen ein flaches Pultdach. Die eingangsseitige Giebelfassade wurde mit einem turmartigen Glockenträger ausgestattet, der über die Fassade vorkragt und mit einem quergestellten Satteldach eingedeckt wurde. Die Langhauswände sind von je drei schmalen Rechteckfenstern durchbrochen.
Der modern gestaltete und 1996 nach Plänen von Illmer neu konzipierte Innenraum ist durch den offenliegenden Pfettendachstuhl geprägt. Der Altarraum wurde um eine Stufe erhöht und bietet über zwei Türen Zugang zur Sakristei. Der hölzerne Tischaltar stammt ebenso wie der Ambo und die Priester- bzw. Ministrantensitze aus dem Jahr 1996. Das Altarkruzifix mit einer unterlebensgroßen Darstellung Jesu Christi aus der zweiten Hälfte des 18. Jahrhunderts. Das Kreuz wird von den Figuren der heiligen Anna und des heiligen Joachim aus der zweiten Hälfte des 18. Jahrhunderts sowie von Figuren des heiligen Johannes und des heiligen Kilian aus der zweiten Hälfte des 20. Jahrhunderts flankiert. Die Figuren der Anna und des Joachims kamen aus der Pfarrkirche Kals nach Unterlesach. Zudem befindet sich eine 1977 vom Kalser Bildhauer Hans Unterweger geschaffene Schutzmantelmadonna in der Kapelle.